# Onthophagus furculus
Onthophagus furculus är en skalbaggsart som beskrevs av Johan Christian Fabricius 1798. Onthophagus furculus ingår i släktet Onthophagus och familjen bladhorningar. Inga underarter finns listade i Catalogue of Life.